# 49 Chambers
49 Chambers, anteriormente conocido como Emigrant Industrial Savings Bank Building y 51 Chambers Street, es un edificio residencial en 49–51 Chambers Street en el vecindario Civic Center de Manhattan en Nueva York (Estados Unidos). Fue construido entre 1909 y 1912 y fue diseñado por Raymond F. Almirall en estilo Beaux-Arts. Ocupa un lote ligeramente irregular delimitado por las calles Chambers al sur, Elk al este y Reade al norte.
49 Chambers fue el edificio bancario más grande de los Estados Unidos cuando se completó. Fue el primer rascacielos en utilizar el diseño en H, que proporcionó luz y aire a más partes del edificio. El sótano hasta el segundo piso llena todo el lote, mientras que los pisos tercero a decimoquinto tienen el diseño en H y están diseñados para parecerse a un par de torres. La fachada está hecha en gran parte de piedra caliza de Indiana, así como algunos ladrillos y granito. En el interior, el primer y segundo piso constituyen una antigua sala bancaria, utilizada como espacio para eventos. Los pisos superiores se utilizaron como oficinas antes de convertirse en 99 condominios residenciales.
El edificio actual es el tercero que construye la Caja de Ahorros del Emigrante en el mismo solar; el banco había erigido estructuras previamente en 1858 y 1885–1887. La sala bancaria de 49 Chambers estuvo ocupada por el banco hasta 1969, mientras que los inquilinos de las oficinas ocuparon los pisos superiores. Posteriormente, fue propiedad del gobierno de la ciudad de Nueva York hasta 2013, y se convirtió en condominios en 2017. 49 Chambers se agregó al Registro Nacional de Lugares Históricos en 1982, y tanto el exterior como el interior del primer piso fueron designados Hitos de Nueva York en 1985.

## Sitio
49 Chambers está en el vecindario del Centro Cívico de Manhattan, justo al norte de City Hall Park. Tiene fachada a lo largo de las calles Chambers al sur y Reade al norte; además, 49 Chambers da a un estacionamiento y Elk al este, y 280 Broadway al oeste. Otros edificios y lugares cercanos incluyen el Broadway-Chambers Building y 287 Broadway hacia el oeste; el Ted Weiss Federal Building y el Monumento Nacional African Burial Ground al norte; el Edificio del Tribunal Testamentario de Nueva York al este; y Tweed Courthouse y New York City Hall, dentro de City Hall Park, al sur. El sitio mide 37 m en la calle Chambers y 38,1 m en la calle Reade, con una profundidad de 46,0 m
El suelo se inclina hacia abajo de norte a sur; la elevación del suelo original estaba debajo de la calle Reade y cerca del nivel del mar. El área circundante tiene evidencia del entierro de personas, en su mayoría afrodescendientes, y algunos de estos cadáveres pueden permanecer bajo el sitio del edificio del Emigrant Industrial Savings Bank. Dentro del área, la Iglesia Presbiteriana de los Estados Unidos de América construyó una iglesia de marco en 47 Chambers Street en 1801. La iglesia de estructura fue reemplazada por una iglesia de ladrillo en 1818. El edificio actual es el tercero erigido por el banco en el sitio de las iglesias y el cementerio.

## Diseño
49 Chambers se construyó entre 1909 y 1912 y fue diseñado por Raymond F. Almirall en estilo Beaux-Arts. Fue construido por el contratista Charles T. Wills Inc. Las 4,7 LT de acero fue suministrado por Post and McCord; los cimientos fueron hechos por la Compañía de Ingeniería y Construcción O'Rourke; y el ladrillo fue suministrado por Harbison Walker Refractories Company.
El edificio mide 57,4 m de altura con 17 pisos sobre el suelo. En el momento de su finalización, era el edificio bancario más grande e los Estados Unidos. El exterior del Emigrant Building está hecho principalmente de piedra caliza de Indiana, con granito en los pisos más bajo
Los primeros tres pisos llenan todo el lote, mientras que los pisos restantes utilizan un diseño en H, creando patios de luz para aumentar la exposición a la luz natural. En el momento en que se construyó el Emigrant Savings Bank Building, los desarrolladores de rascacielos en Nueva York generalmente buscaban diseños que pudieran maximizar el espacio de piso con luz natural. Antes de la finalización del edificio del Emigrant Industrial Savings Bank Building, los desarrolladores compraban con frecuencia edificios de poca altura circundantes para preservar las vistas de sus estructuras; alternativamente, los arquitectos diseñarían los pisos superiores para que fueran más pequeños que los pisos inferiores para compensar las grandes cornisas de la azotea.

### Fachada

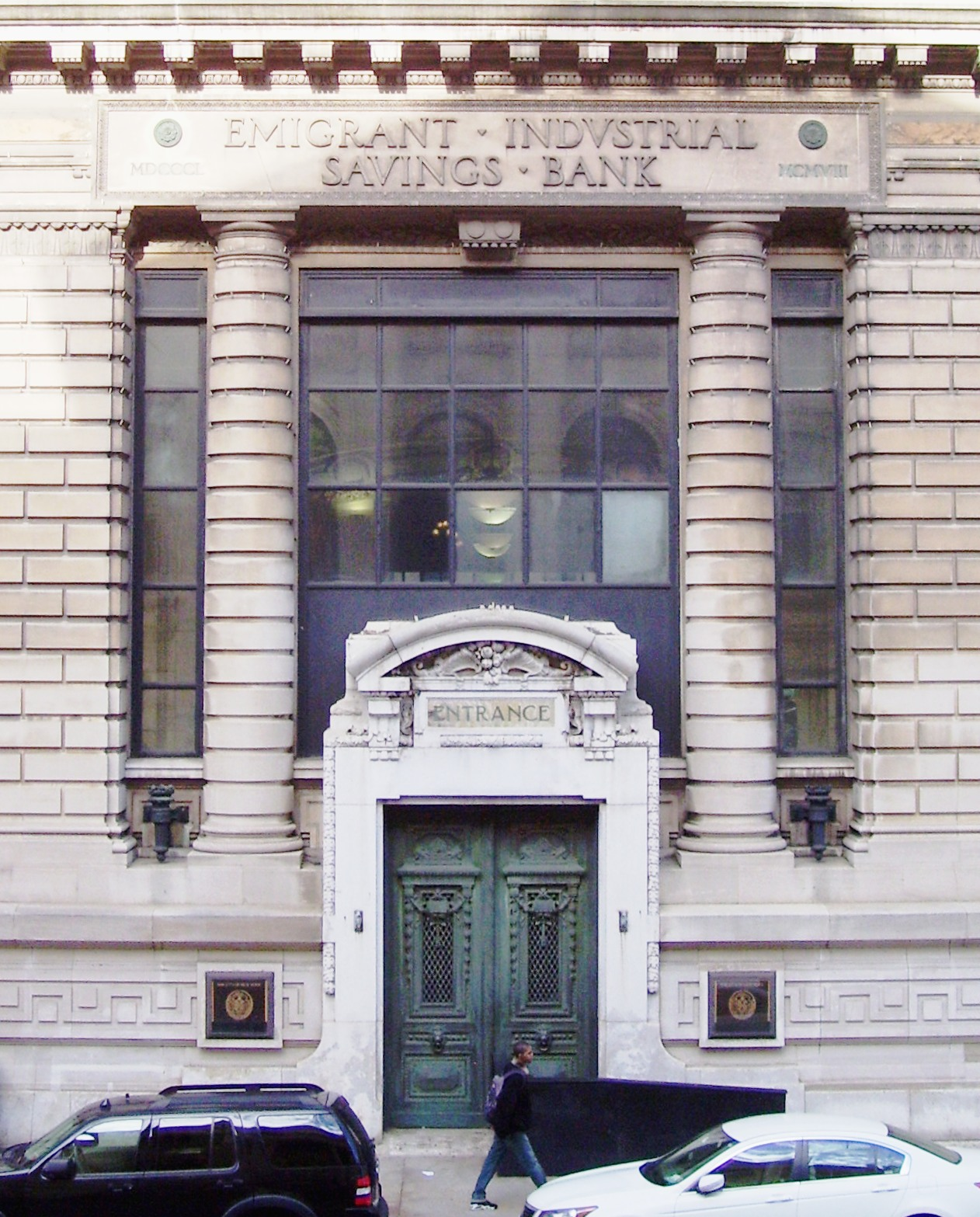
La entrada principal

La fachada se asienta sobre un sótano elevado que tiene una hilada de piedra. En la elevación de la calle Chambers, en el primer y segundo piso, los pilares de granito rústico y las columnas acopladas subdividen la fachada en nueve tramos. Hay una ventana de doble altura en cada tramo; en los seis vanos más exteriores, hay guirnaldas debajo de las ventanas y una clave estilizada encima de ellas. La entrada principal está en el tramo central y tiene un marco de granito debajo de un frontón arqueado adornado con la palabra entrance. Las entradas secundarias en ambos extremos tienen un marco de granito más simple, con la dirección de la calle sobre la puerta. Hay un entablamento sobre el segundo piso, que está interrumpido por una placa con el nombre del banco en los tres tramos centrales. Un frontón escalonado corre por encima del segundo piso, y un gran escudo de armas se asienta sobre el frontón en el tramo central.
También hay tres entradas en la calle Reade. La entrada central tiene un marco de granito rematado por la palabrabank, mientras que las entradas más pequeñas en cada extremo están coronadas por las direcciones de sus calles. El primer y segundo piso del lado de la calle Reade están divididos por pilastras de ladrillo en siete tramos, siendo el central más ancho que los demás. Los pilares sostienen un friso liso sobre el segundo piso, con el nombre del banco en el centro. Sobre el vano central sobresale un pequeño frontón.
Los pisos superiores tienen el plano en forma de H y están diseñados para parecerse a un par de torres de tres tramos de ancho en los lados de las calles Chambers y Reade. Las ventanas que dan a la calle son rectangulares, mientras que las ventanas que dan a los patios de luces son progresivamente redondeadas y anguladas hacia el interior de los patios de luces. Hay nueve tramos que dan al patio de luces en la calle Chambers y siete que dan al patio de luces de la calle Reade. El tercer piso se trata como una historia de "transición" y tiene ventanas conectadas por diseños geométricos. Los siguientes diez pisos, entre el cuarto y el decimotercer piso, consisten en ventanas de cabeza cuadrada con marco de cobre ligeramente retranqueadas entre pilares de piedra caliza. El decimocuarto piso, otro piso de "transición", se asienta sobre una pequeña cornisa, y las ventanas están flanqueadas por ménsulas que sostienen una cornisa mucho más grande. El piso quince está diseñado como un ático con buhardillas. Los pesados frontones en lo alto de los extremos de ambas torres tienen motivos de abejas que evocan a la familia mercantil Barberini, así como grandes tallas de piedra de águilas y urnas. Los muros occidental y oriental son muros de ladrillo relativamente sencillos con pocas ventanas. Estas paredes tienen letreros pintados con el nombre del banco, que datan de la década de 1960.

### Interior

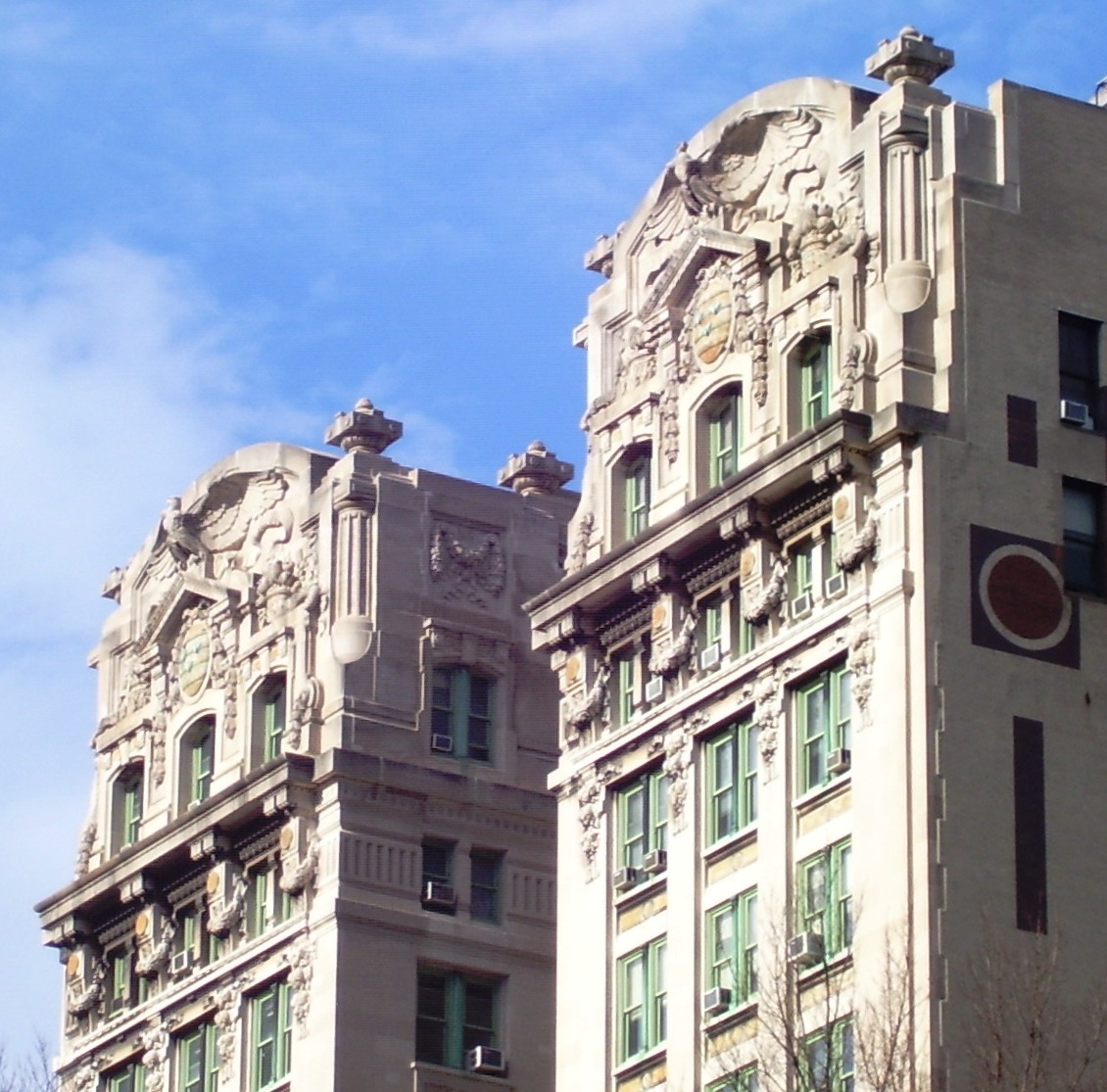
La parte superior de las torres, vista desde el extremo de Manhattan del puente de Brooklyn.

49 Chambers inicialmente tenía una sala bancaria en el primer y segundo piso, y se dividió en espacio de oficinas sobre el segundo piso. Desde su conversión residencial en 2017, ha tenido 99 apartamentos en condominio, que van desde uno a tres dormitorios. Cada unidad tiene al menos 93 m² . Las entradas a los condominios residenciales están en las calles Chambers y Reade.
49 Los cimientos de las cámaras se realizan sobre cajones, que se extienden hasta la capa de grava de 18,3 a 19,8 m por debajo del bordillo. Las bodegas se extienden 11,0 m profundo. Los pisos soportan una carga de 0,7 mca en la planta baja y sótano, y 0,4 mca en los pisos superiores. Los pisos están hechos de terracota segmentada, mientras que los techos están colgados debajo de las losas del piso. Todas las columnas debajo del primer piso, excepto las columnas de las paredes laterales, están rellenas de hormigón. Cada columna interior está ignifugada con 5,1 a 7,6 cm de concreto sostenido en su lugar por 5,1 a 10,2 cm de mampostería. 
El sótano tiene varias comodidades para los residentes, como un salón para residentes, una piscina, un gimnasio, un baño de vapor, una sauna y un simulador de golf virtual. El sótano también tiene un comedor de "estilo clandestino" en una antigua bóveda. Tal como se construyó, 49 Chambers tenía tres bóvedas, pero dos se quitaron durante la conversión residencial. También hay una terraza en la azotea para residentes, que cubre 650 m² . Tal como se construyó, el edificio tenía escaleras de bronce ornamentales. 

#### Sala del banco
El primer piso, anteriormente la sala bancaria, tiene techos de 12,2 m de alto, pisos y paredes de mármol, y ventanales de piso a techo. Está alineado en un eje mayoritariamente norte-sur. Las antesalas, originalmente utilizadas como alojamientos para oficiales, se extienden hacia el oeste y el este desde el extremo sur de la sala bancaria. El interior de la sala bancaria está hecho de bloques de piedra caliza Arena Pola traídos de Istria. Desde la conversión, la sala del banco ha contenido un "apartamento modelo" de tres habitaciones, así como un espacio para eventos separado.
Se accede a la sala bancaria desde la puerta central de la calle Chambers, que conduce a un vestíbulo con pisos de mármol con motivos geométricos. Una pantalla curva de mármol, que tiene tres juegos de puertas giratorias, separa el vestíbulo y la sala del banco, y está revestida con piedra caliza pulida en el lado de la sala del banco. Las antesalas se extienden hacia el oeste y el este, mientras que la sala bancaria principal se extiende hacia el norte, casi a lo largo de los edificios. Las paredes de las antesalas tienen paneles con diseños de grecas griegas, así como placas de bronce con el nombre del banco y las fechas de fundación del banco y el año de finalización del edificio. El extremo norte de la sala bancaria tiene una escalera de mármol que desciende hasta la entrada central en la calle Reade.
La sección principal de la sala bancaria es de planta rectangular. En las paredes occidental y oriental, la sala bancaria tenía jaulas de mármol y hierro para los cajeros bancarios. Dos entrepisos, encerrados en vidrio esmerilado y bronce ornamental, corren sobre las jaulas de los cajeros. La parte superior de los muros tiene una cornisa elaborada, que está interrumpida en algunos lugares por pilastras dentro de los muros. El techo está sostenido por seis pares de pilares grandes, así como por varios pilares menores a cada lado; todos los pilares están adosados a los muros, excepto los cuatro pilares exentos del centro. En la parte superior de los pilares, las nervaduras arqueadas dividen el techo en tres partes principales. El techo tiene grandes tragaluces ovalados hechos de vitrales, que representan figuras alegóricas en diversas industrias. A ambos lados de la sala del banco, hay secciones más pequeñas de techo abovedado con rosetones y candelabros colgantes. Las grandes vigas que se extienden por el primer piso están encerradas con concreto de un promedio 7,6 cm de espesor.

## Historia

### Estructuras anteriores
El Emigrant Bank fue organizado en 1850 por el arzobispo católico John Hughes y la Irish Emigrant Society, con el propósito de proteger los ahorros de los inmigrantes irlandeses recién llegados a la ciudad. El banco ocupó inicialmente una propiedad arrendada en 51 Chambers Street. En 1858, el Emigrant Bank demolió la estructura para crear su primer edificio nuevo en el sitio.
El banco sobrevivió al pánico de 1873 y creció rápidamente en la década siguiente, comprando un edificio adyacente en 49 Chambers Street en 1882. Tres años después de la compra, el banco encargó a William H. Hume y Little & O'Conner la construcción de un edificio de ocho plantas en el mismo lugar. El segundo edificio del banco, inaugurado en abril de 1887, se describió como ignífugo, con pisos de ladrillo, vigas estructurales de hierro, tabiques de arcilla refractaria y techos y paredes de mármol. La fachada de granito, rusticada en la base, estaba rematada por un techo abuhardillado.

### Construcción
En septiembre de 1907, Century Realty Company y Alliance Realty Company vendieron los lotes entre 43 y 47 Chambers Street por alrededor de un millón de dólares en efectivo. Estos lotes tenían un edificio de cinco pisos que Russell & Erwin Manufacturing Company había ocupado "durante muchos años"; la empresa había vendido su estructura a las empresas inmobiliarias en 1906 y planeaba mudarse a otro lugar. Emigrant Bank fue anunciado como comprador en octubre de 1907. Almirall fue contratado para diseñar el nuevo edificio del banco y comenzó a diseñar los planos en 1908. El banco tenía la intención de mantener el edificio como una inversión. 
El inicio del proyecto se retrasó debido a la incertidumbre sobre el sitio del Manhattan Municipal Building. El sitio delimitado por las calles Broadway y Reade, Centre y Chambers se había propuesto periódicamente para el sitio del Municipal Building. Para 1908, la ciudad decidió erigirlo una cuadra al este del sitio del Emigrant Industrial Savings Bank Building. La construcción del nuevo edificio del Emigrant Industrial Savings Bank comenzó en agosto de 1909. Durante la construcción, se desarrollaron grandes grietas en la antigua estructura, que posteriormente fue apuntalada. El edificio se completó en 1912. 

### Uso como banco y oficina
El Emigrant Industrial Savings Bank ocupó inicialmente la sala del banco, mientras que los otros pisos se alquilaron. La Corte Suprema de Nueva York anunció en marzo de 1912 que ocuparía el piso 13 y la mitad del piso 12 en el edificio del Emigrant Industrial Savings Bank Building. La Corte Suprema, que tenía escasez de espacio en el Palacio de Justicia de Tweed (entonces conocido como Palacio de Justicia del Condado de Nueva York), tendría cámaras de 4,6 por 7,6 m en el Edificio del Emigrant Industrial Savings Bank, así como una biblioteca judicial. Otro de los primeros inquilinos fue Associated Press, que se mudó del Western Union Telegraph Building en 1914. Mientras tanto, Emigrant Savings Bank había visto un aumento en los depósitos en los años posteriores a la finalización de su nuevo edificio. En 1931, el banco inició un servicio de caja fuerte, agregando nuevas bóvedas en el sótano del edificio.
En 1964, el gobierno de la ciudad de Nueva York recibió autorización para comprar el edificio del Emigrant Industrial Savings Bank y varios terrenos aledaños, que serían demolidos para dar paso a un nuevo edificio municipal del Centro Cívico. Tres años más tarde, el gobierno de la ciudad notificó a Emigrant Savings Bank que el edificio iba a ser demolido. El banco cerró su ubicación en la calle Chambers en 1969 y se mudó a una ubicación temporal en Broadway. Los planes de reurbanización finalmente se descartaron debido a la crisis fiscal de Nueva York de 1975, pero la ciudad retuvo la propiedad del edificio del Emigrant Industrial Savings Bank Building.

#### Propiedad del gobierno de la ciudad
Después de que el gobierno de la ciudad se hiciera cargo del edificio del Emigrant Industrial Savings Bank, varias agencias de la ciudad utilizaron los pisos superiores. Se abrió una cabina de apuestas fuera de la pista en el edificio en 1971, después de que se legalizaran las apuestas fuera de la pista en Nueva York. La sala bancaria se convirtió en el cuartel de la Oficina de Infracciones de Estacionamiento de la Ciudad de Nueva York a partir de 1973. El edificio también albergó la escuela secundaria Satellite Academy durante dos décadas hasta 1999, cuando el gobierno de la ciudad obligó a la escuela a mudarse a otro lugar.
La Administración del Servicio Municipal solicitó 3.25 millones de dólares en 1974 para renovar el Edificio del Emigrant Industrial Savings Bank. Las agencias de la ciudad en el edificio carecían de espacio suficiente, pero el Emigrant Savings Bank Building no se renovó en ese momento porque se consideró que el desarrollo del Centro Cívico estaba en espera, en lugar de cancelarse formalmente. Para 1978, el Departamento de Edificios de la Ciudad de Nueva York planeó renovar la sala principal del banco, eliminando muchos detalles decorativos en el proceso. Paul Goldberger, escritor de arquitectura de The New York Times, criticó los planes y calificó la sala bancaria de "irreemplazable" y "el único activo real que tiene esta ciudad casi en bancarrota". Tras la oposición a la propuesta, la ciudad posteriormente abandonó los planes de renovación.
En 1994, el edificio se describió como en ruinas. Después de los ataques del 11 de septiembre de 2001, se abrió un centro de ayuda en el edificio del Emigrant Industrial Savings Bank Building en 2002, trasladándose del Muelle 94 en el río Hudson. El edificio del banco se utilizó para el rodaje de películas como la película Miracle at St. Anna de Spike Lee de 2008 y también fue sede de la gala inaugural de 2006 del alcalde de Nueva York, Michael Bloomberg. Durante una renovación del Ayuntamiento en 2010, el Ayuntamiento de Nueva York convocó algunas reuniones en el Emigrant Savings Bank Building.

### Cambio a uso residencial

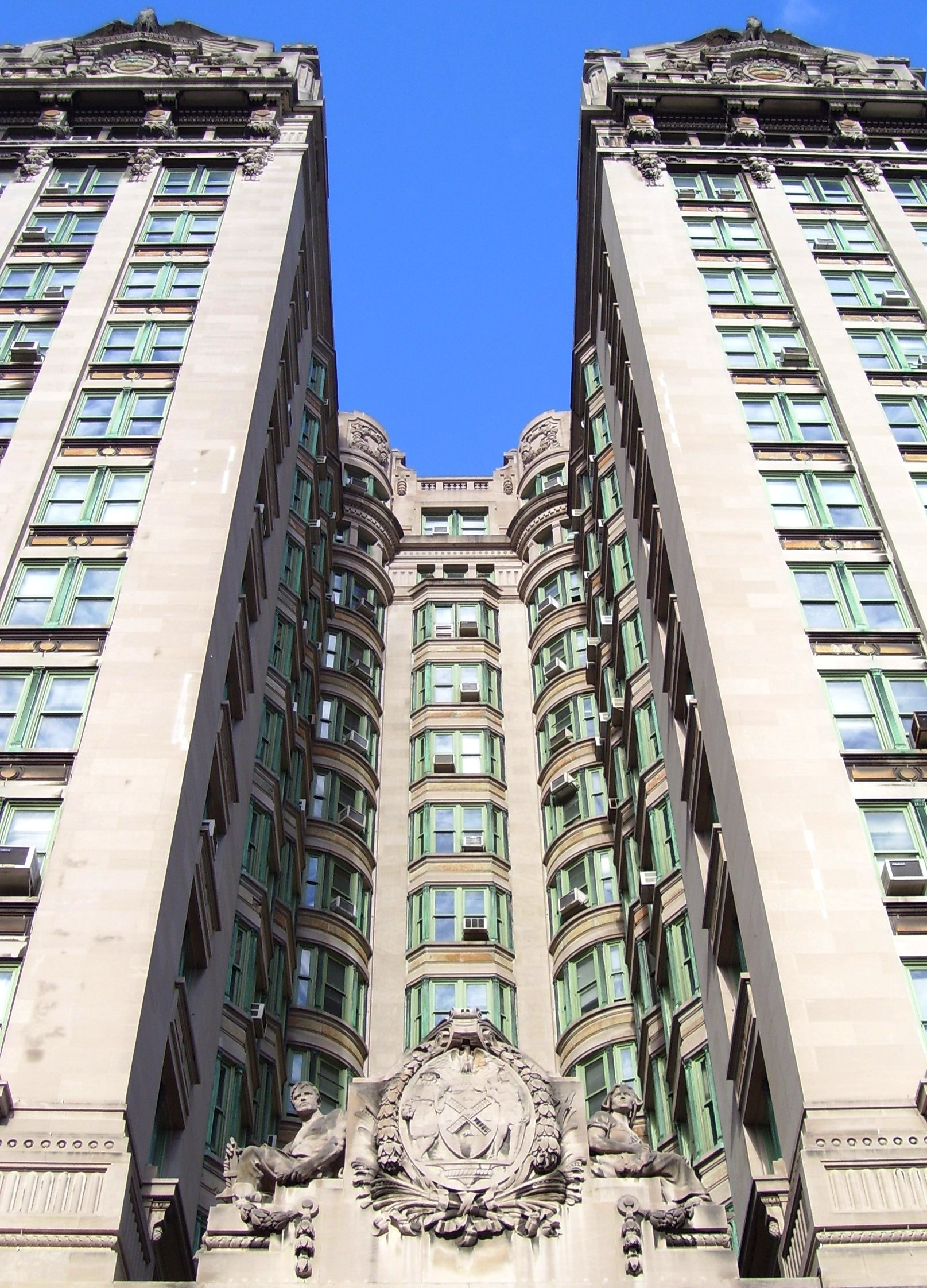
El patio de luces interior del edificio, visto desde abajo.

El Grupo Chetrit compró el Emigrant Savings Bank Building de la ciudad por 89 millones de dólares, en 2013. La compra fue parte de una reducción del espacio de oficinas del gobierno de la ciudad de Nueva York. Chetrit lo convirtió en condominios y cambió el nombre del edificio a 49 Chambers. En 2016, el desarrollador recibió 194 millones de dólares para la conversión de SL Green Realty y Acore Capital, quienes también se hicieron cargo de un préstamo existente de 85 millones de dólares de préstamo que MSD Capital había otorgado al proyecto. En un plan de oferta presentado ante el Fiscal General de Nueva York el mismo año, los desarrolladores indicaron que planeaban ofrecer 81 apartamentos. Woods Bagot fue contratado para renovar el espacio, así como para restaurar elementos decorativos y otros motivos históricos en el edificio. Los interiores fueron convertidos por Gabellini Sheppard Associates. Chetrit también encargó al historiador de la arquitectura Thomas Mellins, quien escribió un ensayo sobre la arquitectura y la historia de 49 Chambers.
Chetrit lanzó las ventas de las unidades en abril de 2017. Sin embargo, debido a la falta de demanda de los condominios, Chetrit ofreció dar a los agentes de los compradores la mitad de su comisión al firmar un contrato. El dueño retiró sus 194 préstamo de 204 millones de dólares en enero de 2019, y SL Green le dio a Chetrit un préstamo de 204 préstamo de millones de dólares. En julio de 2020, el operador de museos francés Culturespaces anunció que se abriría un museo de arte digital llamado Hall des Lumières dentro de la sala bancaria de 49 Chambers. La apertura de Hall des Lumières se retrasó y, en febrero de 2022, el museo anunció que abriría a mediados de ese año con una instalación de arte de Gustav Klimt.

## Designaciones de puntos de referencia
El edificio se agregó al Registro Nacional de Lugares Históricos el 25 de febrero de 1982. La Comisión de Preservación de Monumentos Históricos de la Ciudad de Nueva York designó el exterior y el interior del primer piso de 49 cámaras como monumentos históricos de la ciudad el 9 de julio de 1985. La designación de hito interior se modificó en 1996 tras una restauracióin que afectó la estética del salón del banco.
49 Chambers también se encuentra dentro de dos distritos históricos. Es parte del Cementerio Africano y el Distrito Histórico de los Comunes, que fue designado distrito emblemático de la ciudad en 1993. El edificio también es parte del distrito histórico African Burial Ground, un distrito histórico nacional.